# آناپولیس (ایندیانا)
آناپولیس (به انگلیسی: Annapolis) یک منطقهٔ مسکونی در ایالات متحده آمریکا است که در شهرستان پارک، ایندیانا واقع شده است. آناپولیس ۱۹۷ متر بالاتر از سطح دریا واقع شده است.